# Кузнецово (Шегарський район)
Кузнецо́во (рос. Кузнецово) — присілок у складі Шегарського району Томської області, Росія. Входить до складу Анастасьєвського сільського поселення.

## Населення
Населення — 37 осіб (2010; 57 у 2002).
Національний склад (станом на 2002 рік):
- росіяни — 88 %